# Skúli Magnússon
Skúli Magnússon (født 12. december 1711, død 9. november 1794) var en islandsk landfoged.

## Tidlige år
Han spillede en større rolle i Islands politiske historie i det 18. århundrede end nogen anden. Han søgte under de usleste forhold i den af monopolhandelen mest udarme tid ad en helt ny vej at ophjælpe landets befolkning. I 1731 kom han som en fattig student til Københavns Universitet. I 1734 blev han sysselmand i Austur-Skaptafellssyssel, 1737 i Skagafjarðarsyssel. Her administrerede han med stor dygtighed den i nogle år ledigstående bispestol med tilhørende bogtrykkeri. I 1749 blev han landfoged og flyttede da til Sydlandet, hvor han snart fik øen Viðey som embedsgård. Som landfoged havde han hele oppebørselsvæsenet, der dengang var meget indviklet, under sig, og ligeledes skulde han administrere det offentlige jordegods i Gullbringusysla og Mosfellssveit.

## Fabriksprojektet
Da han i 1751 kom til København, indgav han til regeringen en beretning om næringsvejenes uheldige tilstand, hvori han foreslog at anlægge fabrikker til at forarbejde landets råprodukter, indføre kornavl, begynde træplantning, anskaffe fiskefartøjer med mere. Inden sin afrejse fra Island havde han fået nogle af embedsmændene til at interessere sig for denne sin plan, og nu lykkedes det ham at vinde regeringen for den. Reykjavik, dengang en bondegård, blev tillige med en betydelig pengesum skænket til foretagendet, og det følgende år fik Magnússon i spidsen for et interessentskab, hvis rettigheder han havde fået stadfæstede af regeringen, anlagt de såkaldte "Nye Indretninger". Da fabrikkerne begyndte deres virksomhed, lagde de københavnske hørkræmmere, som dengang havde forpagtet handelen på Island, dem straks forskellige hindringer i vejen, og fra nu af blev Magnússon optagen af kamp og processer for Indretningerne, først mod hørkræmmerne og senere mod Det Almindelige Handelsselskab, der i 1763 overtog monopolhandelen på Island, indtil forlig endelig blev sluttet i 1778 efter, at regeringen havde overtaget handelen. I april 1764 blev fabrikkerne mod Magnússons vilje af regeringen forenede med Det Almindelige Handelsselskab, som med flid forsømte fabrikkerne for ved deres ødelæggelse at blive fri for dem. For om muligt at redde fabrikkerne fik Magnússon ved forliget 1778 regeringen til at overtage dem; sin egen formue satte han til på dette foretagende. Regeringen støttede ham kraftig i hans stræben for at ophjælpe landets næringsveje, men tiden var ikke moden for hans planer. Fabriksvirksomhed kunne ikke trives under den strenge monopolhandel. Magnússon indgav flere forslag om handelens frigivelse og mente, at ikke alene fabrikkernes, men også hele landets velfærd ville fremmes derved. Men først i 1787 fik de allerværste bånd på handelen lov at briste. Magnússon mente, at de ny indretninger som en slags industriel skole ville gøre stor nytte, og således fik han også indført en ny og bedre vævestol i stedet for den gamle islandske; også rokken fik han indført, bedre fiskeriredskaber, og han lod folk lære tilvirkning af klipfisk og andet.

## Senere virke
Magnússon tog 1793 afsked fra sit embede. For Rentekammeret udarbejdede han 1760 ff. en voluminøs jordebog over Island. Han skrev nogle økonomiske afhandlinger, trykte i det islandske litteraturselskabs skrifter ("Lærdómslista fjelagsrit"). I håndskrift findes en udførlig beskrivelse af Gullbringusysla og Kjósarsysla samt en Islandsk beskrivelse.